# 障害者の職業リハビリテーション及び雇用に関する条約
障害者の職業リハビリテーション及び雇用に関する条約（しょうがいしゃのしょくぎょうリハビリテーションおよびこようにかんするじょうやく、英語: Convention concerning Vocational Rehabilitation and Employment (Disabled Persons)）は、国際労働機関の条約。1983年6月20日に採択、1985年6月20日に発効した。障害者の職業リハビリテーション対策と雇用機会増進に関する努力義務を定めた条約である。
2018年4月時点で83か国が批准している。日本は批准している。